# Martin Bugreiro
Martinho Marcelino de Jesus (Tijucas, 9 de fevereiro de 1867 — Bom Retiro, 10 de maio de 1937), mais conhecido como Martin Bugreiro, ou ainda, Martinho Bugreiro, foi um bugreiro que atuou no estado de Santa Catarina.

## História
Nascido em 9 de fevereiro de 1867 em São João Batista, no vale do rio Tijucas, em Santa Catarina, foi o maior matador de indígenas da região, principalmente da etnia xoclengue. Sua personalidade é cercada de histórias e lendas. Segundo relatos, ele começou a matar indígenas já aos 18 anos, quando ainda vivia em sua cidade natal, atendendo aos pedidos da população e do governo para matar e afugentar os nativos. Comandou diversas expedições no Vale do Itajaí e foi nomeado gerente da Companhia Colonizadora de Santa Catarina pelo diretor Coronel Carlos Poeta, para dar segurança aos colonos que se fixaram em Ituporanga e Alfredo Wagner.
O ataque aos índios pelo bando de Martinho era feito sempre da mesma maneira. Perseguia-se o grupo a que se desejava exterminar, depois de encontrá-lo, os bugreiros ficavam esperando o momento exato para surpreender os índios, geralmente atacavam na madrugada. Primeiro cortavam as cordas dos arcos, depois iniciavam as execuções. Cortavam as orelhas dos mortos – pois a recompensa era paga por cada par delas.
Martinho teve conflitos com Eduardo de Lima e Silva Hoerhann, responsável pelo contato pacífico com os índios Xoclengues e pela criação da área indígena Ibirama-La Klãnõ. Em um encontro em 1916, Hoerhann teria dito: “Martinho, uma coisa eu vou te pedir, não mate mais índios, porque o governo já proibiu esta matança. Tu bem sabes disso. Já te escapastes da mão do tenente José. Mas se tu matares, só mais um índio e eu souber, venho a tua procura, e sabes que te encontro. Podes pensar o que vais te acontecer? Vou te buscar nem que seja no inferno. Acho que estás bem avisado!”. Segundo Horerhann, o último ataque que se teve conhecido teria ocorrido no ano seguinte, mas a chacina dos 19 indígenas teria sido praticado por outro grupo.
Participou da Revolução Constitucionalista de 1932, lutando contra os revolucionários. Morreu em 1937, aos 70 anos, vítima da febre paratifoide.

## Bando de Martin Bugreiro

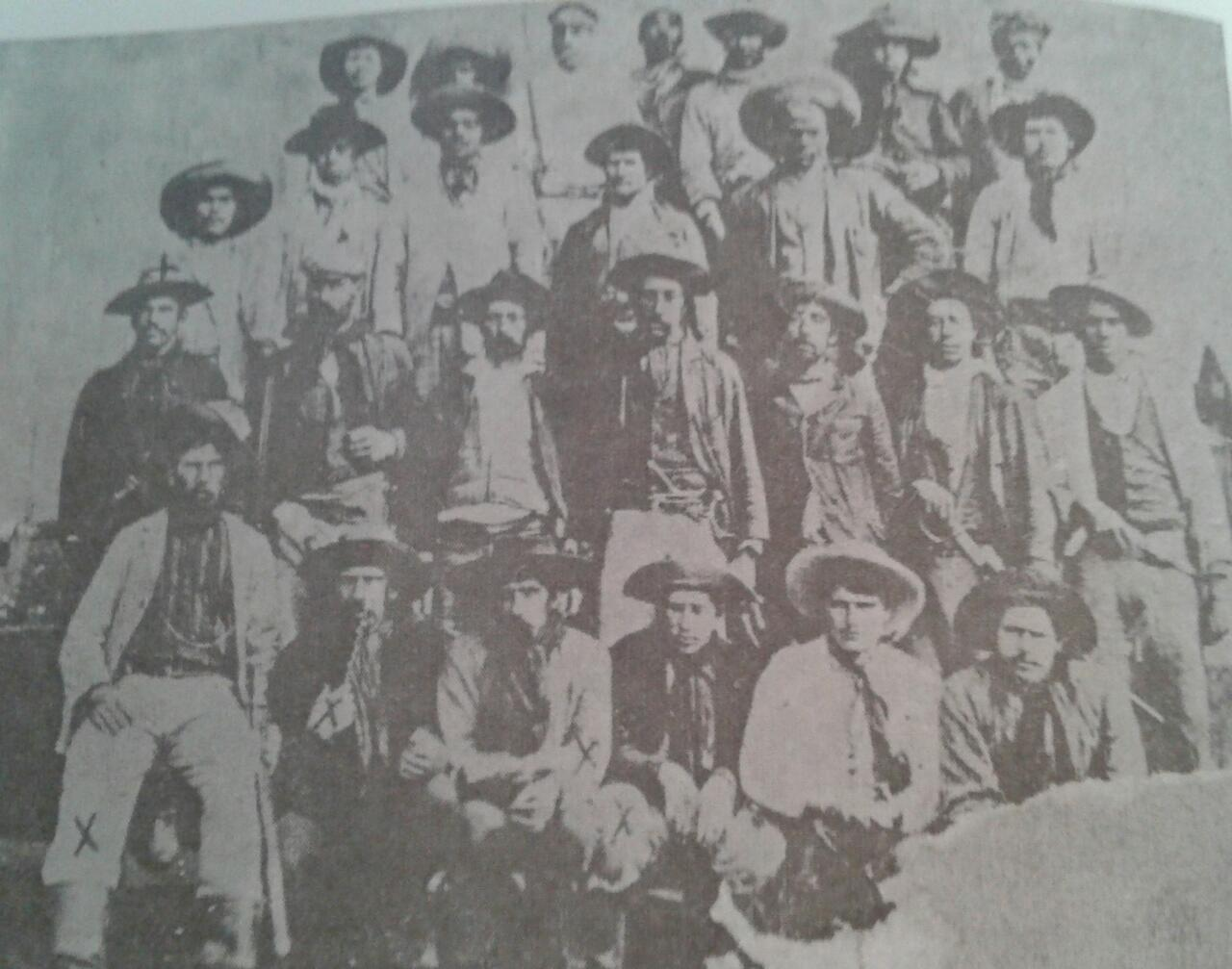
Bando de Martin Bugreiro

Martin Bugreiro era líder de um bando com cerca de 25 integrantes, formada por parentes e amigos seus, todos caboclos, como ele. Eles eram exímios conhecedores do sertão e raramente convocavam outros indivíduos. Os companheiros mais constantes de Martinho na atividade de caça aos indígenas eram: José Rodrigues Marcelino, apelidado de José Bolantim; Jacinto José de Souza, também conhecido como Jacinto Inácio Marcelino; Inácio Castanheiro; Antonio Castanheiro; José Castanheiro; Manoel (Neco) Castanheiro; João Faustino da Motta; Leodoro Faustino e José Faustino da Motta. A ligação entre esses homens era muito forte, sendo que uma das filhas de Martinho, Irinesia, era casada com Inocêncio Faustino da Motta. Além disso, alguns descendentes de Martinho são também parentes dos Castanheiro.   
Perseguiam os indígenas durante vários dias, não acendiam fogo para não serem descobertos, passavam meses em meio à mata virgem, orientando-se apenas pelos astros. Sob a orientação de Martin, sabiam a hora certa de atacar. 
Segundo Manoel Castanheiro - um dos integrantes do bando - em uma das perseguições, fizeram uma emboscada e traiçoeiramente mataram 45 indígenas e pouparam a vida de oito, com idade entre 4 e 6 anos. Nesse massacre escapou um homem que ficou em perseguição ao grupo de caçadores. Três dias depois, o índio conseguiu alvejar com uma flecha a coluna vertebral de um dos caçadores, que acabou perdendo a vida. Com isso, Martin Bugreiro ficou furioso e ordenou que matassem os indiozinhos, mas por insistência de um companheiro - Eduard Deucher - foi poupada a vida de uma menina e dois meninos, que foram chamados inicialmente de Luca Moa, Nelo e Tenente, respectivamente. Nelo e Tenente ficaram com a família Deucher até a adolescência, onde partiram à procura de trabalho nas fazendas da região. Luca Moa foi educada na cultura germânica, aprendendo a falar a língua alemã. Foi batizada na Igreja de Confissão Luterana no dia 03 de agosto de 1893, recebendo o nome de Caroline, porém era mais conhecida pelo seu apelido, Calina.

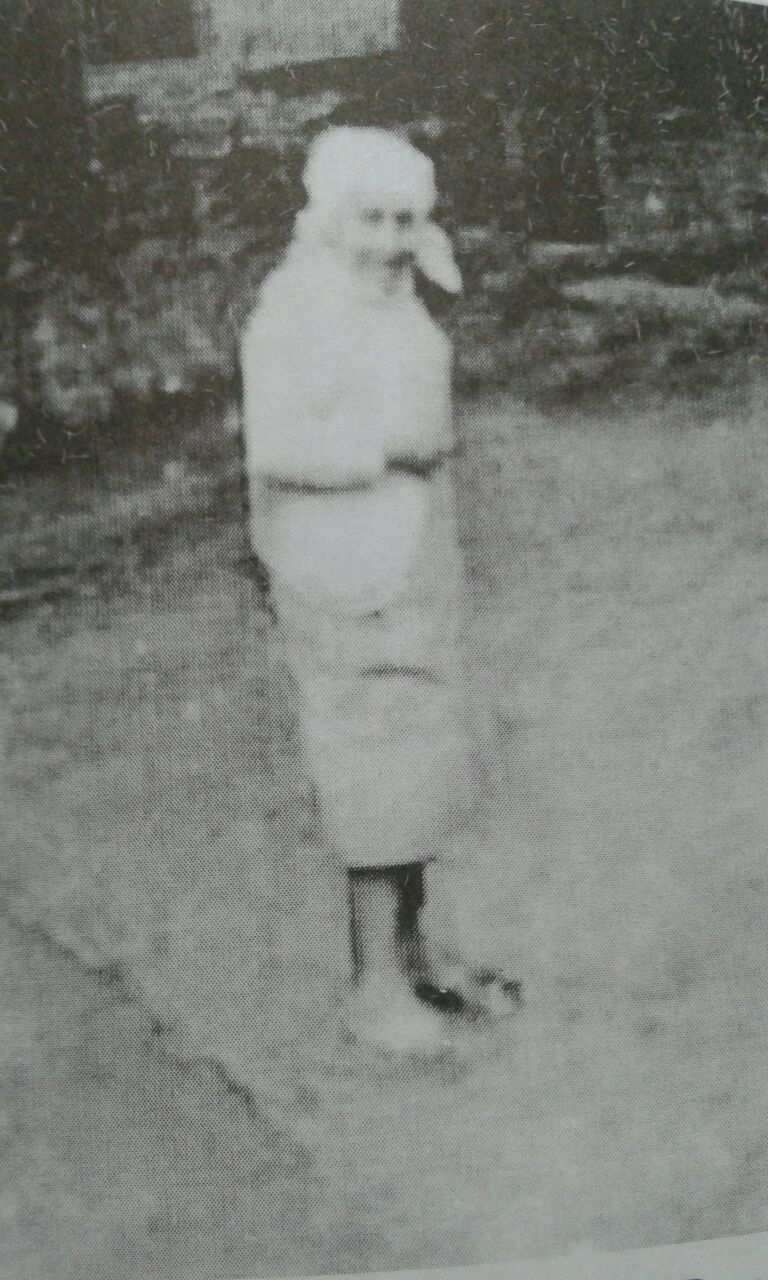
"Luca Moa", batizada como Caroline, mais conhecida como Calina

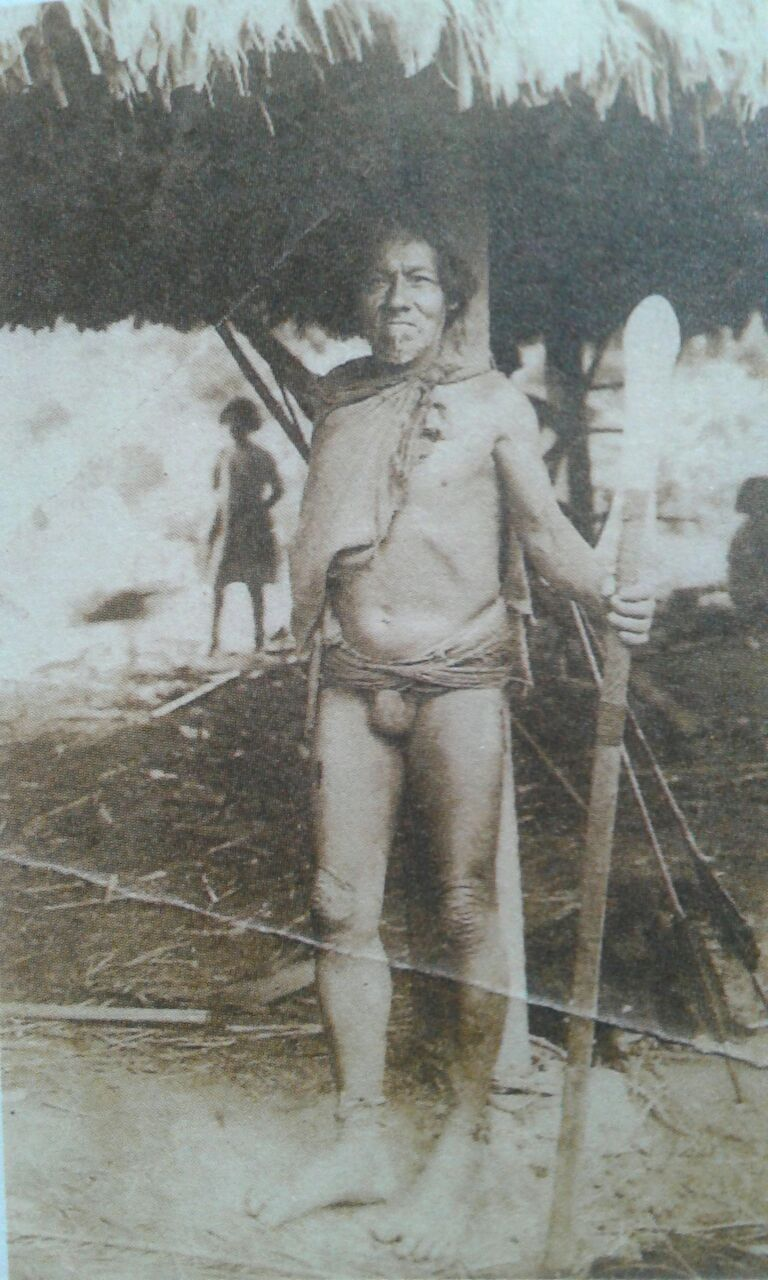
Nelo, criado pela família Deucher

## Vida pessoal
Martinho Marcelino de Jesus era filho de Marcelino José de Jesus, natural de Pernambuco, e de Anna Maria Venera, catarinense descendente de açorianos. Ele tinha pelo menos cinco irmãos: dois mais velhos e três mais novos.
Martinho trabalhou em fazendas desde jovem. Ele viveu em Taquaras e depois em Bom Retiro, onde atuou como domador. Ele não tinha uma moradia fixa, mas se mudava de acordo com as oportunidades. Foi na fazenda do Major Generoso Oliveira, em Bom Retiro, que ele se estabeleceu por um tempo. Talvez tenha sido nesse período que ele começou a caçar indígenas, mas não há certeza.
Martinho se casou com Maria dos Prazeres Serafim em 1902 ou 1903, mas na época ele já tinha três filhos, dois com Bárbara Maria de Abreu: Irinésia Maria de Abreu e Valêncio Marcelino de Jesus, que tinham entre dez e doze anos na época do casamento e uma filha nascida em 1887 de nome Prudência tida com uma certa Nascimenta. A esposa de Martinho era filha adotiva de um próspero fazendeiro e comerciante dos campos da serra da Boa Vista. Tiveram vários filhos, alguns dos quais adotivos que na realidade eram crianças indígenas que haviam tido os pais assassinados pelo próprio Martinho: José Martinho, Mathilde, João, Manoel, Martinho Filho, Martina, Ana Maria, Maria, Ambrozina e Pedro.
Martinho morou com os sogros até o nascimento do seu quarto filho. Depois, ele resolveu morar no lugar Caeté (município de Alfredo Wagner) e, em seguida, no lugar Figueredo (distrito de Catuira, Bom Retiro). Ele se dedicava à criação de gado, mas não era um grande proprietário. Ele era conhecido como criador. Foi nessa atividade que Martinho passou a se dedicar ao extermínio de indígenas. Ele viajava com sua gente, atendendo aos chamados de vários lugares. Ele ia muito a Florianópolis, prestar contas às autoridades do seu “trabalho”. E mesmo depois que Eduardo Hoerhann pacificou os Xokleng em Ibirama (1914), Martinho continuou a ser requisitado. 